# キングス・クロス (シドニー)

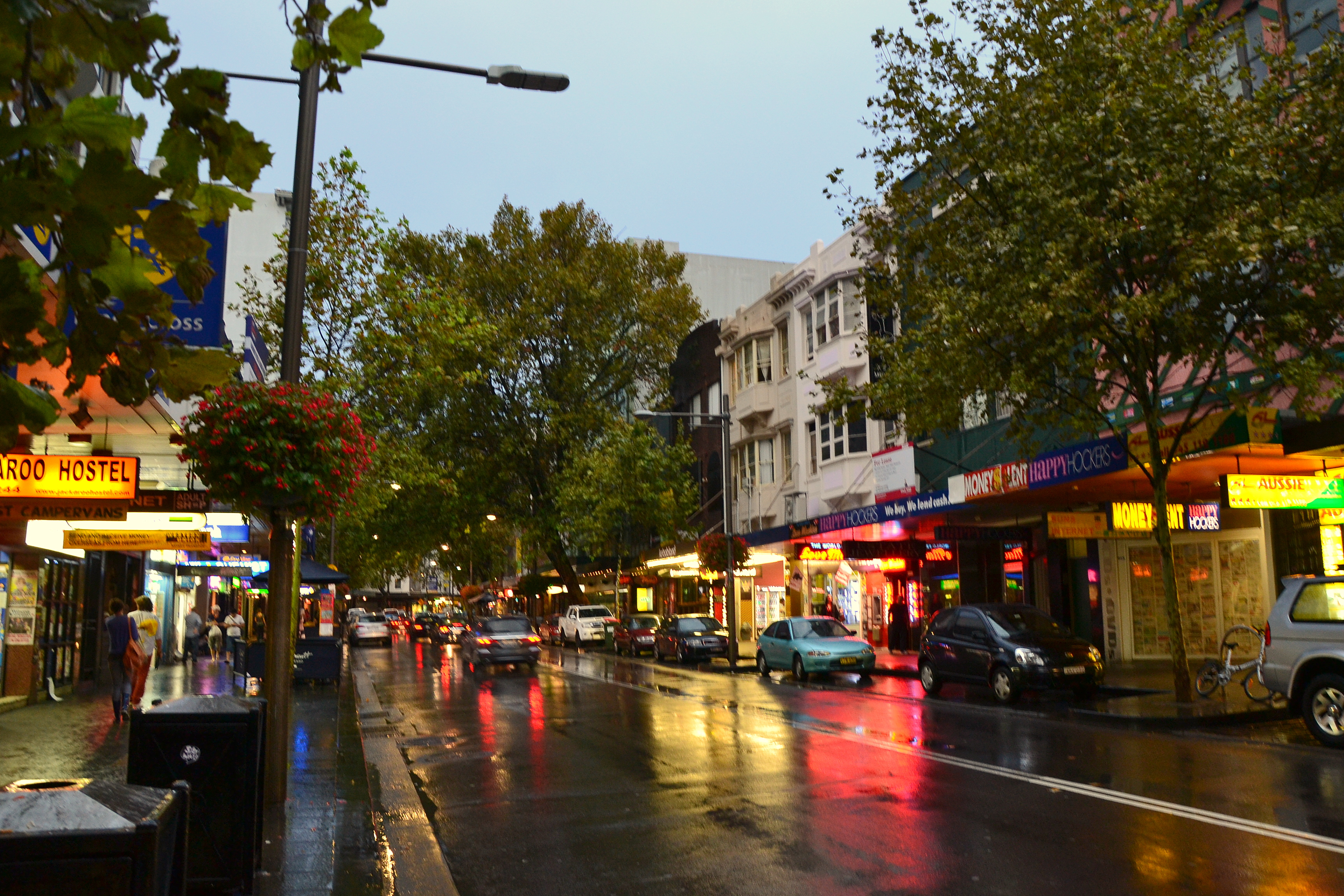
ダーリングハースト・ストリート

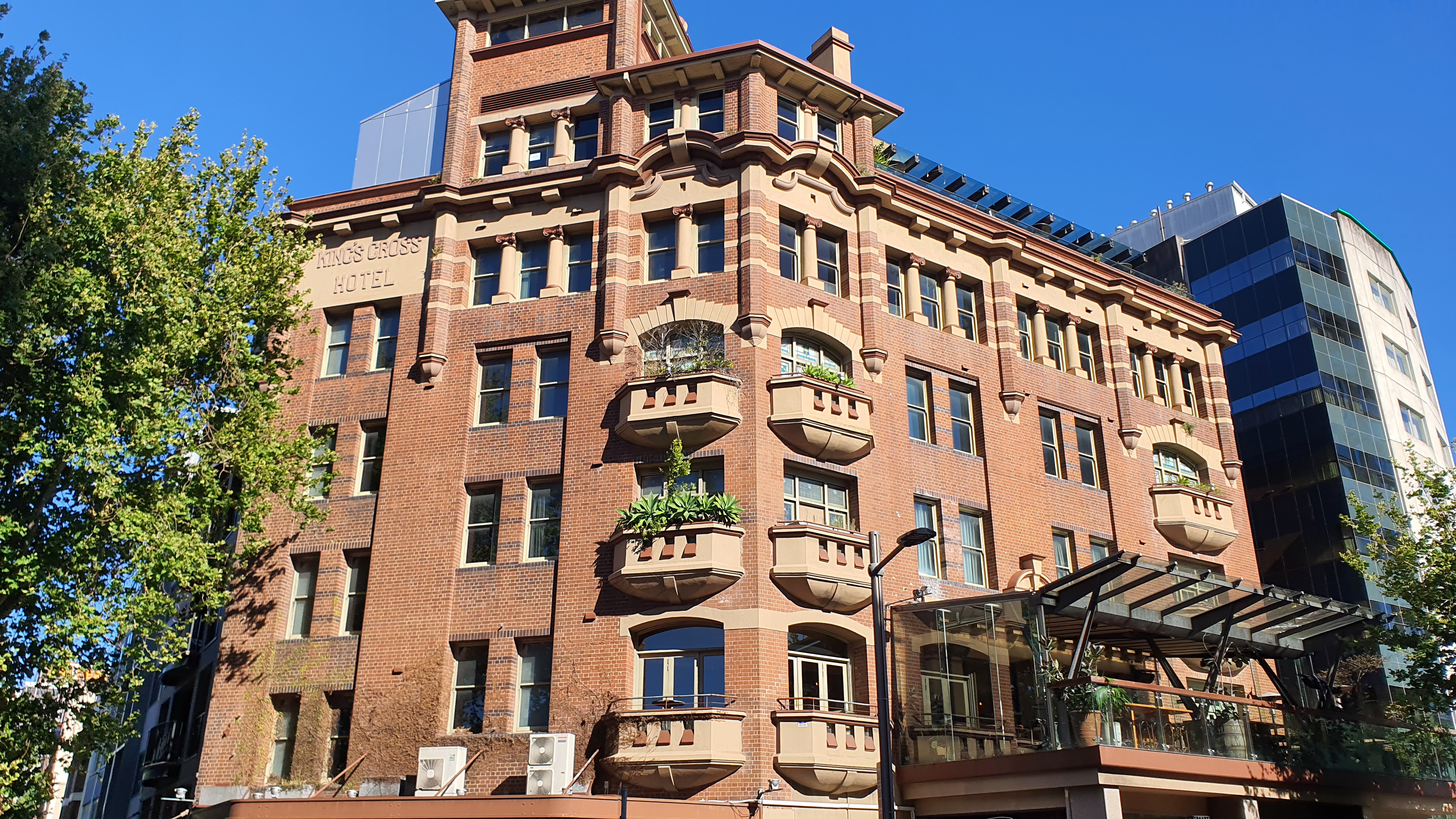
ウィリアム・ストリートにあるキングス・クロス・ホテル

キングス・クロス(英語: Kings Cross)は、オーストラリア、シドニーのインナーシティにある歓楽街である。中心業務地区の2km東に位置している。その名はイギリス国王エドワード7世に因んで付けられた。

## 歴史
シドニー中心部を見渡す高台にあり、1830年代に高級住宅地として分譲された。エリザベス・ベイ・ハウスはこの時期に建てられた。1900年代初頭ごろから芸術家や文化人が好んで住むエリアとなり、劇場やカフェ、バーなどが建ち始めた。
第二次世界大戦後は近くの海軍埠頭から水兵が訪れるようになり、「夜の歓楽街」としての性格が強くなった。違法な薬物の販売が日常化し、シドニーで最も治安の悪い場所と言われるようになった。しかし、交通の便の良さから、観光客用のホテルも多く立地しており、多様な人々がこの街を訪れる。
キングスクロスは比較的狭い範囲であり、周辺のポッツポイントやエリザベスベイは現在でも閑静な高級住宅地である。

## 逸話
- シンガーソングライターポール・ケリーは"From St Kilda To King's Cross"という曲を作って、Postというアルバムに収録した。
- ヒース・レジャーが出演した1999年の映画「トゥー・ハンズ」は、一部キングス・クロスで撮影された。
- オーストラリアのテレビドラマアンダーベリーは、キングス・ベリーを舞台にしている。

座標: 南緯33度52分25秒 東経151度13分25秒 / 南緯33.87373度 東経151.22357度